# Internationale Arbeitsgemeinschaft für Gruppenanalyse
Die Internationale Arbeitsgemeinschaft für Gruppenanalyse (IAG) mit Sitz in Bonn wurde von den Psychoanalytikern Michael Hayne (Königswinter), Alice Ricciardi (1910–2008) und Josef Shaked (1929–2021) gegründet. Alle drei sind bzw. waren Mitglieder der Group Analytic Society in London.
Alice Ricciardi hatte ein Haus in Altaussee mit einer Reihe geeigneter Räume geerbt und veranstaltete dort 1974 und 1975 erste Workshops mit S. H. Foulkes, Lionel Kreeger und Jim Hume. 1976 wurde die IAG gegründet, nach einigen anfänglichen Schwierigkeiten fand sich ein Kreis von ständigen Gruppenleitern und seither finden in Altaussee zweimal jährlich gruppenanalytische Selbsterfahrungs- und Fortbildungs-Workshops statt. Diese sind als Aus- und Weiterbildung für Psychotherapeuten, Ärzte und Psychologen in Deutschland, Österreich und der Schweiz anerkannt. Die Workshops finden alljährlich in der Woche vor Ostern und in der ersten Oktober-Woche statt. Wichtige Lehrer und Leiter der Gruppen waren bzw. sind Mohammad Ebrahim Ardjomandi, Felix de Mendelssohn, Elizabeth Foulkes, Paul L. Janssen, Eugen Mahler, Dieter Ohlmeier, Margarethe Seidl und Ursula Volz. Die tägliche Großgruppe ist ein markantes Charakteristikum der Altausseer Workshops und wird nach dreißig Jahren nach wie vor von Josef Shaked geleitet. Seit Herbst 2010 fungiert Jutta Menschik-Bendele als gleichberechtigte Co-Leiterin der Großgruppe.
Es bestehen Kooperationen mit dem Frankfurter Psychoanalytischen Institut und dem ÖAGG, welche beide die Selbsterfahrungs-Workshops der IAG in Altaussee auf ihre Ausbildungscurricula anrechnen.

## Zur Geschichte der IAG
Nach dem Ende der nationalsozialistischen Diktatur und der militärischen Kapitulation war die Psychotherapie im deutschsprachigen Raum in einem desolaten Zustand. Das einzige Behandlungsverfahren, das im ersten Drittel des Jahrhunderts durch die Entdeckungen Sigmund Freuds vorlag, war die Psychoanalyse. Diese war aber mit Beginn der Zeit des Nationalsozialismus in Mitteleuropa weitgehend zerstört worden. Lediglich einige Spielformen der Psychoanalyse hatten überlebt, die sich „völkisch“ gaben. Fast alle jüdischen Psychoanalytiker waren zur Emigration gezwungen worden. Einer von ihnen, S. H. Foulkes, bemühte sich in England, kriegstraumatisierte Soldaten mit Hilfe von Gruppenanalyse nach Trigant Burrow zu behandeln. Die britische Gruppenpsychotherapie profitierte stark von sozialpsychologischen Forschern, wie den Emigranten Norbert Elias und Kurt Lewin – und von Freud.
Dieser hatte gesellschaftliche Phänomene verstehbar gemacht, indem er sie aus menschlichem Machthunger und dem Sexualtrieb ableitete. Nach Freud versuchen Mächtige stets, sich ihre Pfründe auf Lebenszeit zu sichern. Dabei bemühen sie sich, Jüngere abhängig zu halten und deren Liebesleben weitgehend zu kontrollieren oder gar zu verhindern. Diese aber begehren auf, brechen mörderische Revolten vom Zaun. Schließend von Reue erfasst geraten sie oft in unterwürfige Akzeptanz der Macht. Religiöse und staatliche Institutionen sichern die Macht dauerhaft ab und machen sich mit wirkungsvollen Sanktionen sichtbar.
Foulkes wandte das Prinzip der freien Assoziation, von Freud für Einzeltherapien entwickelt, auf die Gruppe an. Dieser Ansatz war konträr zur Tyrannei der Nationalsozialisten. Deutschsprachige Analytiker der Nachkriegszeit sahen es als unvermeidbar, an den neuen „heiligen Stätten“ der Gruppenanalyse im angelsächsischen Sprachraum das neue Verfahren zu erlernen.
Wichtiges Ziel der deutschsprachigen Gruppenanalyse von ihren Anfängen an war, allen autoritären Tendenzen entgegenzustehen. Das gelang in Altaussee durch die Ausbildung der Gruppenleiter in England und die Einladung an Gruppenleiter aus Israel, Norwegen und dem Iran, die dem Ansatz von Foulkes verbunden sind. So entstanden Workshops, die sich mit unterschiedlichen gesellschaftlichen Hintergründen von Macht, ihren Institutionen, ihren Affekten – wie Neid, Eifersucht, Aufbegehren und Unterwürfigkeit – befassten. Das Ausweichen in selbstaggressives oder süchtiges Verhalten, die Flucht in körperliche Störungen oder in psychische Zustände der Realitätsverleugnung und wahnhafte Phantasien wird hier, erstaunlich genug, auch bei im Alltag völlig normalen, gesunden Kollegen sichtbar.
Nun ist das alles nicht nur Forschung. Inzwischen ist aus Erforschung zwischenmenschlicher Erscheinungen mit ihren typischen Störungen auch ein wirksames Behandlungsverfahren eben solcher Störungen geworden. Bewährt hat sich auch, dass gerade durch Beschäftigung mit diesen Prozessen am eigenen Leibe der beste Unterricht für die auszubildenden Gruppentherapeuten erteilt wird. Selbsterfahrung zum Erlernen von analytischer Gruppentherapie wird in Altaussee großgeschrieben. Selbsterfahrung bedeutet tiefe Einsicht in unsere sozialen Beziehungen und deren Mechanismen, zugleich spezielles Verständnis dafür, wie aus Beziehungen und Spannungen bekannte psychische bzw. psychosomatische Erkrankungen entstehen. Zugleich ergibt sich miterlebte Einsicht in die Heilungskräfte der Gruppentherapie. Im Lauf des Prozesses sind es die Gruppenmitglieder selbst, die zunehmend untereinander therapeutisch wirken.
So ergab sich eine Ausbildung, die im Selbstversuch verläuft und beiträgt, die Gräben zwischen Therapeut und Patient zu überbrücken.

## Internationale Verbindungen

### Deutschland
Die IAG ist zentrale Weiterbildungsstätte der Sektion Analytische Gruppenpsychotherapie im Deutschen Arbeitskreis für Gruppenpsychotherapie und Gruppendynamik e. V. (DAGG) und anerkanntes Weiterbildungsinstitut der Sektion Gruppenmethoden in Klinik und Praxis im DAGG. Die IAG kooperiert mit einer Reihe von durch Kassenärztliche Vereinigungen anerkannten Ausbildungsinstituten der Deutschen Gesellschaft für Psychoanalyse, Psychotherapie, Psychosomatik und Tiefenpsychologie e. V. (DGPT). Mehrere Dozenten sind zur Weiterbildung befugte Ärzte.

### Österreich
Die IAG kooperiert mit dem Österreichischen Arbeitskreis für Gruppenpsychotherapie und Gruppendynamik und ist staatlich anerkanntes Ausbildungsinstitut. Die IAG veranstaltet ihre Workshops in Zusammenarbeit mit dem LKH-Universitätsklinikum Graz, GE für klinische Psychosomatik, Leiter: Peter Stix, sowie mit der Universität Klagenfurt, Institut für Psychologie, Abt. Psychotherapie und Psychoanalyse, Leiterin: Jutta Menschik-Bendele.

### International
Die IAG ist Mitglied der an Foulkes orientierten Arbeitsgemeinschaft Gruppenanalytischer Weiterbildungsinstitute (AGIN) sowie des European Group Analytic Training Institutions Network (EGATIN). Die drei Gründungsmitglieder sind bzw. waren auch alle Mitglieder der Group Analytic Society (London).

### Osteuropa
Seit der ersten Hälfte der 1980er Jahre erhielten ungarische Ärzte Stipendien für die Altausseer Workshops. Seit dem Fall des „Eisernen Vorhangs“ werden Teilnehmer aus der Ukraine, aber auch aus Bulgarien und Belarus gefördert, die dann in ihren Heimatländern selbst Weiterbildungen nach dem Altausseer Modell durchführen. In Kooperation mit der Universität Lwiw (= Lemberg) leiteten Michael Hayne, Alice Ricciardi, Margarethe Seidl und Josef Shaked Workshops in der Ukraine.

## Struktur
Die Workshops von Altaussee haben einen streng rituellen Ablauf. Die tägliche Großgruppe steht allen Teilnehmern offen, das sind im Regelfall 100. Kleingruppen haben elf bis zwölf Teilnehmer, je einen Leiter, Co-Leiter und Beobachter. Insgesamt sind 50 Einheiten Selbsterfahrung in Klein- und Großgruppe vorgesehen, sowie jeweils 6 Einheiten Theorie und Supervision.
Um das Altausseer Zertifikat für Gruppenanalyse zu erwerben, muss ein Kandidat an zehn achttägigen Ausbildungseinheiten teilnehmen – viermal als Teilnehmer, jeweils dreimal als Beobachter und als Co-Leiter. Innerhalb der ersten vier Workshops sind zwei Referate und zwei Supervisionsfälle vorzustellen, sowie zwei Aufnahmegespräche zu absolvieren.

## Publikationen
- Michael Hayne: Grundstrukturen menschlicher Gruppen, Erkenntnisse aus Selbsterfahrungsprozessen in Altaussee im Lichte der vier Psychologien der Psychoanalyse. Papst Science Publishers, Lengerich 1997
- Alice Ricciardi-von Platen: Die Entwicklung der gruppenanalytischen Ausbildung durch die Internationale Arbeitsgemeinschaft für Gruppenanalyse in Altaussee. In: Gfäler, Leutz: Gruppenanalyse, Gruppendynamik, Psychodrama, Mattes-Verlag Heidelberg 2006
- Josef Shaked: Die Geschichte der Großgruppe in Altaussee. In: Gfäler, Leutz: Gruppenanalyse, Gruppendynamik, Psychodrama, Mattes-Verlag Heidelberg 2006